# Струдель

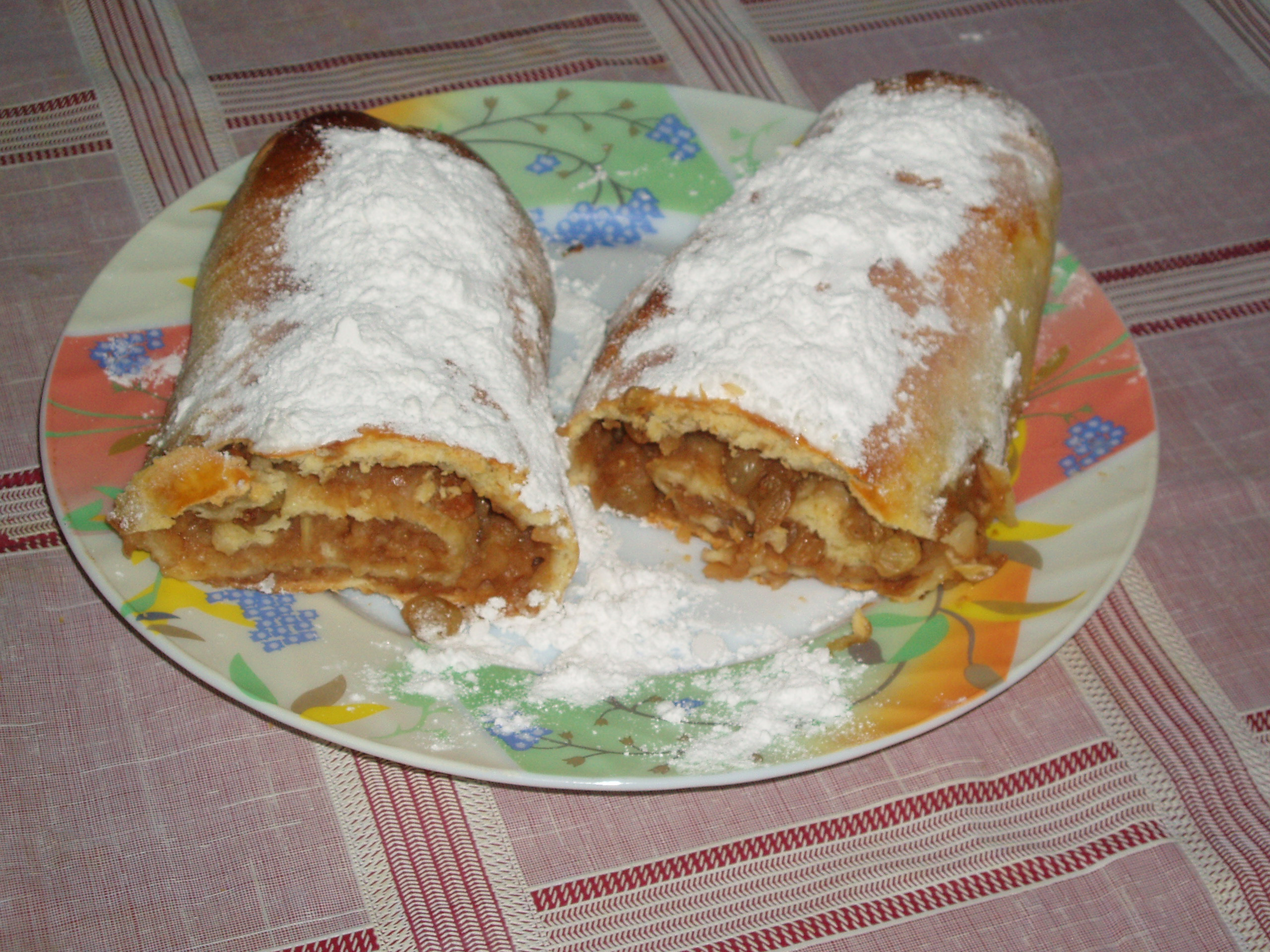
Яблучні струдлі.

Стру́дель (нім. Strudel німецька: [ˈʃtʁuːdəl]; також завива́нець) — традиційний виріб із тіста, десерт центральноєвропейської, насамперед австрійської кухні.

## Приготування
Струдель — це рулет із начинкою із прісного тіста, у якому, крім борошна (дуже сухого), традиційно мало масла та/або зовсім немає або дуже мало цукру. Особливістю приготування струдля за всіма рецептами є розтачування і/або розтягування тіста до дуже тонкого стану.
Начинкою струдля найчастіше є яблука, але також можуть бути вишні, насіння маку, значно рідше сир, шпинат тощо.

## Історія й поширення

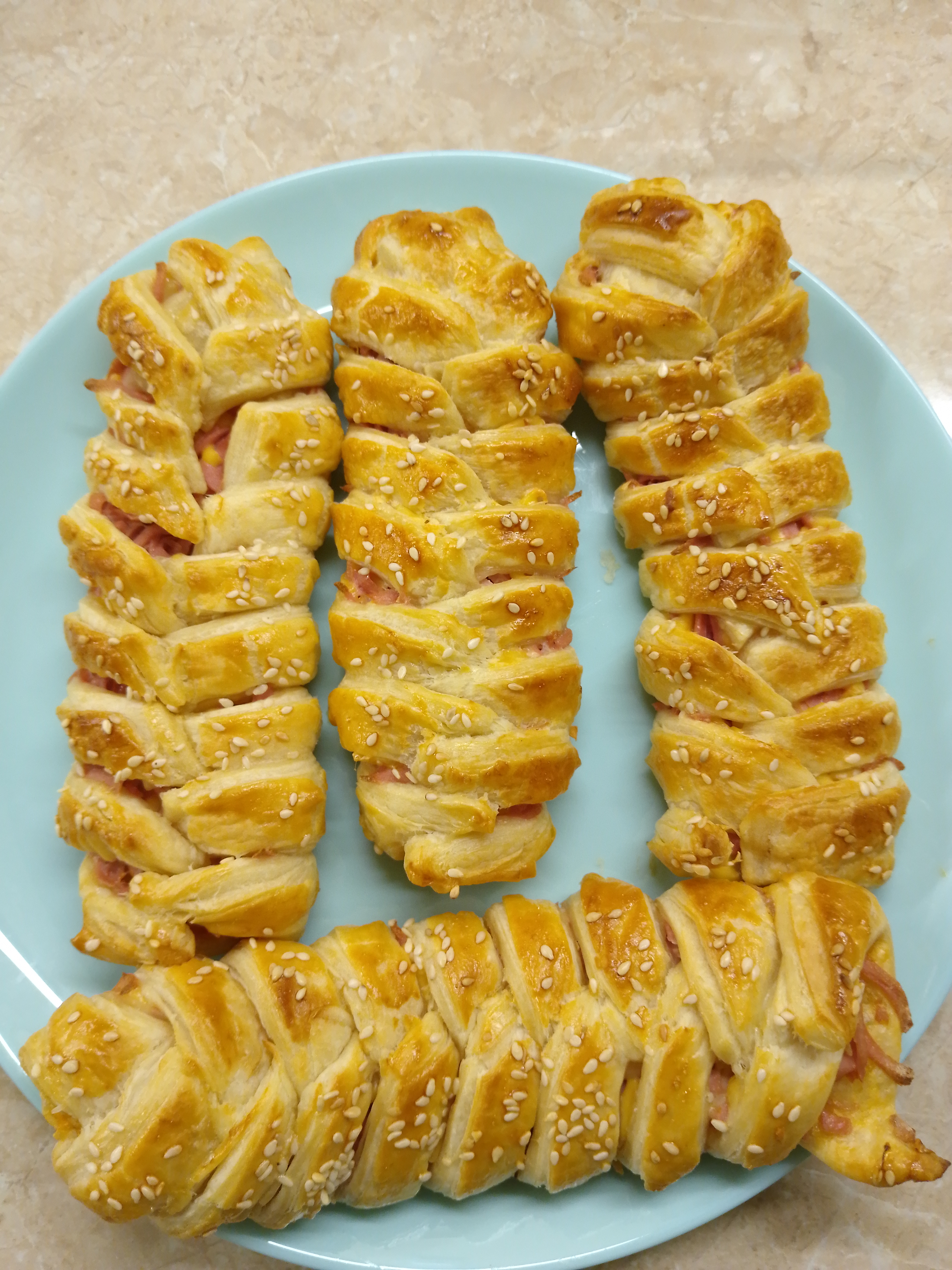

Струдель традиційно пов'язують з австрійською і, зокрема, віденською кухнею. І справді, Гюнтер Лінде і Гайнц Кноблох у своїй відомій книжці «Смачного» (нім. Guten Apetit, Lpz., 1971) зазначають, що струдель був справжньою гордістю віденських господарок. За переказами, подеколи навіть наречену обирали за майстерністю готувати струдель.
Утім, про походження випічки відомо мало. За деякими версіями, рецепти струдля є адаптованими зі східної кухні, чи не в часи пізньої Візантії. Достеменним є факт поширення струдля у всіх країнах Центральної Європи, і зокрема, колишньої Австро-Угорщини і серед місцевих євреїв. Саме від них струдель став відомий на території України.
У Росії струдель відомий під назвою штрудель; під такою ж або схожою назвами десерт фігурує у словацькій (словац. štrúdľa), словенській (словен. štrudelj) кухнях; в Угорщині тотожний десерт називається ре́теш (угор. rétes).

## Цікаво
Для справжнього віденського струдля нарізані шматочками яблука варто попередньо обсмажити на маслі, але не забороняється й покласти в начинку звичайні сирі яблука.
Віденські пекарі рекомендують змащувати тісто оливковою олією, але якщо її немає, то будь-якою іншою.
Доки струдель печеться, його бажано ще кілька разів змастити маслом, інакше готовий виріб вийде сухим та ламким.